# Kostel svatého Rocha (Petrovice)
Kostel svatého Rocha v obci Petrovice v okrese Bruntál je farní kostel. Byl postaven v letech 1826–1830 a je zapsán jako kulturní památka.

## Historie
První zmínky o obci Petrovice u Krnova pocházejí z roku 1251. Kostel sv. Rocha byl postaven v letech 1826–1830. V roce 1886 byla provedena oprava kostela. V roce 2009 byl kostel prohlášen kulturní památkou ČR. V letech 2012–2013 byl kostel opraven. Náklady na opravu ve výši cca 6 milionu korun byly čerpány např.  z Programu rozvoje venkova (4 968 000 Kč), Česko-německého fondu budoucnosti, Nadace OKD (200 000 Kč), Programu obnovy kulturních památek a památkově chráněných nemovitostí v kraji (350 000 Kč). Na obnovu interiéru a restaurování oltářního obrazu sv. Rocha a oltářního kříže přispěli němečtí rodáci částkou 80 000 Kč. Rovněž byla opravena kamenná hřbitovní zeď a kaplička na hřbitově.
Fara byla postavena v roce 1858. Kostel sv. Rocha patří pod Děkanát Krnov.

## Popis
Jednolodní neorientovaná halová stavba s pravoúhlým kněžištěm. Osově k průčelí se přimyká hranolová věž. Klasicistní a vrcholně barokní interiér z konce 17. století.